# Achacy
Achacy – imię męskie najprawdopodobniej pochodzenia greckiego. W takim przypadku pochodzi ono od wyrazu achátēs – „agat”. Może również pochodzić od greckiego imienia Ἀκακίος Akakios (od ἀκακός akakos – „niewinny”, „nieznający zła”), albo od greckiego wyrazu ἀγαθός agathos – „dobry”. Jego żeńskim odpowiednikiem są Achacja i Akacja.
Imię to ma oboczną formę Achacjusz. Można również spotkać formę Akacjusz, są to warianty powstałe na skutek niepewnej pisowni łaciny (a zwłaszcza obcych imion własnych) w średniowieczu. W średniowieczu też wiązano to imię z nazwą kolców jakiegoś drzewa, prawdopodobnie akacji. W Polsce imię to pojawiło się w zapiskach z XV wieku, ale nie było często nadawane. Stosunkowo popularne jest natomiast w czasach współczesnych w Gruzji.
Notowany w źródłach rosyjskich pochodzących z lat 1479–1584 z monastyru sołowieckiego.
Achacy i Achacjusz imieniny obchodzą 2 stycznia, 27 lutego, 31 marca, 9 kwietnia, 28 kwietnia, 8 maja, 22 czerwca, 28 lipca i 27 listopada.
Odpowiedniki w innych językach: 
- ang. – Acacius
- czeski – Akacius
- franc. – Acace
- gr. – Akakios
- gruz. – აკაკი (Akaki)
- hiszp. – Acacio
- łac. – Acacius, Achatius
- niem. – Achatius, Achaz, Agacius, Akaz, Akazius
- ros. – Akakij
- południowo-słow. – Achaci, Ahacije, Akacije, Akakij, Akakio
- węgierski – Ákos

## Osoby o tych imionach
- Achacjusz (Achacy) (zm. ok. 251) – być może biskup Antiochii lub Melitene, święty (wspomnienie 31 marca)
- Achacy Mniejszy (Agatus, Akacjusz) (zm. ok. 303) – żołnierz legionów rzymskich pochodzący z Kapadocji, męczennik w Konstantynopolu, święty
- inni święci tego imienia: Święty Achacy
- Achacy (zm. 366), ariański biskup miasta Caesarea Maritima
- Achacjusz z Melitene (zm. ok. 431) – biskup Melitene, wspomnienie 17 kwietnia
- Achacy (ok. 322 – ok. 432) – biskup miasta Beroea (Aleppo)
- Akacjusz (zm. 489), patriarcha Konstantynopola
- Achacy Correl (1621–1659) – drukarz i wydawca elbląski
- Achacy Czema (zm. 1565) (właśc. Zehmen) – wojewoda malborski
- Achacy Grochowski (zm. 1633) – biskup przemyski